# دوري جزر كوك لكرة القدم 2005
دوري جزر كوك لكرة القدم 2005 (بالإنجليزية: 2005 Cook Islands Round Cup)‏ هو موسم من دوري جزر كوك لكرة القدم. فاز فيه Nikao Sokattak F.C. ‏.